# 新人大叔冒險者，被最強隊伍操到死成無敵
《新人大叔冒險者，被最強隊伍操到死成無敵》是創作的日本輕小說系列，2018年6月1日起，於小說投稿網站KAKUYOMU上連載。實體書版在2018年12月22日，經由Hobby Japan出版，Tea擔綱插畫。改編漫畫由2019年11月21日起，於Hobby Japan旗下網絡漫畫平台「Comic Fire」（コミックファイア）上連載，漫畫家是。改編電視動畫，於2024年7月至9月首播。

## 劇情簡介
目標成為冒險者的里克·古拉迪亞特爾，擔任14年的櫃台工作，因為2年前辭職改當冒險者。這位小時候追逐夢想、已經過了30歲的主角，雖是新人卻有著相當於S級冒險者的戰鬥力。因為他過去接受被名符其實的「怪物」級師父們的鍛鍊，度過超乎難以想象的訓練日子，所操出來的戰鬥力無與倫比、無懈可擊，里克即將橫掃千軍，擊敗那些輕視他的精英冒險者。

## 登場人物
里克·古拉迪亞特爾／瑞克·格拉迪阿特勒（Rick Gladiator，聲：佐藤拓也、大地葉（幼少期））
32歲，曾在冒險者公會中當了十四年接待員。在兩年前與龍的戰鬥中，獲得固有技能「蠻勇覺醒」而殺死來襲的龍，事後獲邀加入S級冒險者隊伍「奧利哈康之拳」。自加入「奧利哈康之拳」的兩年間，因持續接受地獄式特訓，而經歷了無數次死亡。對他來說，這兩年的修行，僅是回想起來，就足以讓人陷入混亂的狀態，成為了一種創傷。但另一方面，他也充分理解這是出於誠意的鍛鍊，並對團隊成員懷有深厚的感激和信任。
莉涅特·艾爾菲爾特／莉內特·埃爾費爾德（Reanette Elfelt，聲：大西沙織）
女性暗精靈，19歲，里克的助手兼同伴。行為舉止端莊冷靜。雖然胸部比亞里莎小一點，但是胸圍還是很大的。被稱為「斷裁劍姬」，她擁有地下競技場9999連勝的記錄，現在目前以女僕的身份負責所有家務事。S級冒險者隊伍「奧利哈康之拳」的成員。每當有龍接近時體內的魔力會失控。她對里克一見鍾情並被他吸引，但實際上兩人彼此相愛。只要當與他人對話中談到里克時，她就會敞開心扉表達自己的感受。
安潔莉卡·迪爾姆德／安吉莉卡·迪爾穆特（Angelica Diarmuit，聲：下地紫野）
統治北地的名門望族．迪爾姆德公爵家的長女，四兄弟姊妹中排行第二，17歲。王國騎士團的二等騎士。擅長使用強化魔法「瞬腳」進行高速戰鬥，稱為「閃光的安潔莉卡」。雖然有時說話嚴厲，但不僅努力，也有著關心兄弟的一面。在冒險者考試中與里克對戰後，兩人之間產生了奇妙的緣分。她的胸部比亞里莎和莉涅特小，當她們一起洗澡時，她對她們的胸部大小感到驚訝。雙親在一年前逝世。因時運不濟再加上經營不善的緣故，家族陷入了財赤危機，之後被祖父強逼與史內普訂下婚約。在里克等人的幫助下成功廢除婚約。
布羅斯頓·亞修歐格／布羅斯頓·灰獸（Broughston Ashorc，聲：三宅健太）
男性半獸人，51歲。S級冒險者隊伍「奧利哈康之拳」的成員。稱號為「賢鬼」。史上第一名取得冒險者資格的半獸人。體型龐大，擅長格鬥術和輔助魔法的「祭司」，包括恢復魔法，甚至能夠在死後立即復活。與粗獷的外表相反，其學識十分淵博。據小隊成員所說，之所以會訓練里克，是因為自己實力過於強大，實在找不到與自己對等的存在，所以想打造一個能與自己互毆的存在（半獸人有著以互毆的形式傳達感情與想法的習俗）。
米傑特·耶魯德瓦夫／密傑特·精靈矮人（Mizett Eldwarf，聲：豐永利行）
矮人與精靈的混血兒，51歲。S級冒險者隊伍「奧利哈康之拳」的成員。他不斷以一己之力研發出，以現代科技無法製造的武器，並傳言人們能夠掌控1000年後的科技，稱號為「千年工房」。世界第一武器工匠，擅長製造包括枪械等各式各樣的武器。對女人的喜愛無與倫比。真正身份是精靈族的王子。
愛麗絲雷特·德古拉／愛麗絲萊特·德古拉（Alicerette Draqul，聲：久野美咲）
女性吸血鬼少女，10歲。S級冒險者隊伍「奧利哈康之拳」的成員。稱號為「毀滅的魔童」。世界第一的超天才魔導士，精通各式各樣的攻擊魔法。可以釋放出鑿山鑿地的強大攻擊魔法。雖然外表看起來嬌小純真，但實際上是個食量驚人的大胃王。
喬格
雄性黑龍。S級冒險者隊伍「奧利哈康之拳」的成員。體型為一般龍的三倍。是少數不會使莉涅特體內的魔力失控的龍。
拉士達·迪爾姆德／拉斯特·迪爾穆特（Raster Diarmuit，聲：木村良平）
迪爾姆德公爵家的長子，安潔莉卡、弗里德的哥哥，四兄弟姊妹中排行第一。十七歲晉升A級的天才冒險者，魔法能力是A級中最強的。他也以「F級碾壓者」而臭名昭著，他以考官的身份參加E級考試的模擬戰，碾壓考生。一年前雙親逝世後成為迪爾姆德的當家，因時運不濟再加上經營不善的緣故，家族陷入了財赤危機。
弗里德·迪爾姆德／弗里德·迪爾穆特（Freed Diarmuit，聲：德留慎乃佑）
迪爾姆德公爵家的次子，拉士達、安潔莉卡的弟弟，四兄弟姊妹中排行第三。11歲時，他的魔法操縱能力堪比C級，據說是參加E級晉升考試的人中，迄今為止最好的。周圍的人都把他視為神童，所以有很高的自豪感。他聯合兄弟姊妹設計里克時，差點被莉涅特殺害。
林克斯·洛羅特／林克斯·洛洛特（Linx Laulot，聲：長岡龍步）
非常友善的B級冒險家。他本身就是個大器晚成的冒險者，24歲就跳槽了，所以受到比他30歲更晚成為冒險者的里克的鼓勵。他積極參與工作和活動，深受周遭人的喜愛。
凱爾文·烏魯沃爾夫／凱文·沃爾夫（Kelvin Urwolf，聲：小西克幸）
赫特比亞王國格鬥比賽的冠軍。他對抗的對手越強就越優秀，並且比任何人都更享受戰鬥。他有一種特殊的能力，能夠利用自己敏銳的嗅覺，來辨別對手的實力以及對方言語的真假。
基斯·利薩雷克特／吉斯·里扎雷科塔（Geese Resurrect，聲：住永侑太）
體型龐大的龍族，天生就擁有出色的戰鬥力和戰鬥感知。他的情緒起伏很大，一旦開始行動，就是一個無人能阻止的危險人物，就連他的哥哥史內普也難以對付。
史內普·利薩雷克特／斯內普·里扎雷科塔（Snape Resurrect，聲：一條和矢）
基斯的哥哥。他擔任基諾錦標賽西部聯盟管理委員會主席，並且曾經是一名活躍的拳擊手。與弟弟基斯不同，他個性溫和，但經常有關於他與黑社會有聯繫的傳言。安潔莉卡的前未婚夫。
亞里莎·格蘭傑（Alisa Granger，聲：關根明良）
冒險者公會中央分會的女接待員。里克的後輩、前同事。胸部很大且豐滿，是一個漂亮的小姐。
蕾伊·盧卡斯（Rae Lucas，聲：上田瞳）
平凡的F級女冒險者，16歲。總是重複做著打掃工作，原本不喜歡腳踏實地的去努力，但受到里克的影響，開始勤奮做著基礎訓練。
米莉希亞（Militia，聲：大西亞玖璃）
貓人族少女。

## 出版書籍

### 小説
| 卷数 | Hobby Japan    | Hobby Japan            |
| 卷数 | 发售日期       | ISBN                   |
| ---- | -------------- | ---------------------- |
| 1    | 2018年12月22日 | ISBN 978-4-7986-1826-5 |
| 2    | 2019年6月22日  | ISBN 978-4-7986-1950-7 |
| 3    | 2019年10月25日 | ISBN 978-4-7986-2028-2 |
| 4    | 2020年2月22日  | ISBN 978-4-7986-2126-5 |
| 5    | 2020年6月22日  | ISBN 978-4-7986-2236-1 |
| 6    | 2020年10月22日 | ISBN 978-4-7986-2327-6 |
| 7    | 2021年2月19日  | ISBN 978-4-7986-2421-1 |
| 8    | 2021年6月19日  | ISBN 978-4-7986-2511-9 |
| 9    | 2021年12月18日 | ISBN 978-4-7986-2696-3 |
| 10   | 2022年6月17日  | ISBN 978-4-7986-2851-6 |
| 11   | 2022年12月19日 | ISBN 978-4-7986-3422-7 |
| 12   | 2023年6月19日  | ISBN 978-4-7986-3213-1 |
| 13   | 2024年1月19日  | ISBN 978-4-7986-3390-9 |
| 14   | 2024年7月19日  | ISBN 978-4-7986-3590-3 |
| 15   | 2025年1月18日  | ISBN 978-4-7986-3730-3 |
| 16   | 2025年7月18日  | ISBN 978-4-7986-3872-0 |

### 漫畫
| 卷数 | Hobby Japan    | Hobby Japan            | 青文出版社     | 青文出版社             |
| 卷数 | 发售日期       | ISBN                   | 发售日期       | ISBN                   |
| ---- | -------------- | ---------------------- | -------------- | ---------------------- |
| 1    | 2020年5月27日  | ISBN 978-4-7986-2213-2 | 2022年10月27日 | ISBN 978-626-340-318-5 |
| 2    | 2020年10月27日 | ISBN 978-4-7986-2330-6 | 2023年7月3日   | ISBN 978-626-340-950-7 |
| 3    | 2021年5月1日   | ISBN 978-4-7986-2497-6 | 2023年12月13日 | ISBN 978-626-362-752-9 |
| 4    | 2021年11月1日  | ISBN 978-4-7986-2645-1 | 2024年4月11日  | ISBN 978-626-383-227-5 |
| 5    | 2022年4月30日  | ISBN 978-4-7986-2807-3 | 2024年10月31日 | ISBN 978-626-399-684-7 |
| 6    | 2022年9月1日   | ISBN 978-4-7986-2925-4 | 2025年6月4日   | ISBN 978-626-422-564-9 |
| 7    | 2023年4月1日   | ISBN 978-4-7986-2213-2 |                |                        |
| 8    | 2023年9月29日  | ISBN 978-4-7986-3260-5 |                |                        |
| 9    | 2024年3月1日   | ISBN 978-4-7986-3422-7 |                |                        |
| 10   | 2024年9月2日   | ISBN 978-4-7986-3577-4 |                |                        |
| 11   | 2025年4月1日   | ISBN 978-4-7986-3719-8 |                |                        |

## 電視動畫
2023年3月31日，宣佈動畫化企劃。9月29日，改編電視動畫於2024年首播。

### 主題曲
片頭曲
主唱：串田晃，作詞：田村直美、片貝慎，作曲：田村直美，編曲：高藤大樹
第10話未使用
片尾曲
主唱、作词：藤川千爱，作曲、编曲：近藤世真（Elements Garden）

### 各話列表
| 話數   | 標題                   | 劇本   | 分鏡              | 演出              | 作畫監督                                                                                                  | 總作畫監督               | 首播日期      |
| ------ | ---------------------- | ------ | ----------------- | ----------------- | --- | ------------------------ | ------------- |
| 第1話  | 晚了12年的起步         | 土田霞 | 片貝慎            | 鹿谷拓史          | 高橋和德、北條裕之、 吉田肇、郭婷、歐文瑩俠                                                               | 江口麻里                 | 2024年 7月2日 |
| 第2話  | 4242號的E級升級考試    | 土田霞 | 西邑大輔          | 又野弘道          | 山崎展義、朴乾河                                                                                          | 江口麻里 川島尚          | 7月9日        |
| 第3話  | 超一流菁英 vs. F級大叔 | 土田霞 | 片貝慎            | 岩渕旭            | 高橋和德、吉田肇、北條裕之、 陣內美帆、LEE EUN-YOUNG                                                      | 江口麻里                 | 7月16日       |
| 第4話  | 大叔要成為冒險者       | 土田霞 | 西邑大輔          | 夢太公司演出部    | 飯飼一幸、石井、 佐藤哲也、長谷川圭                                                                       | 江口麻里 西村理惠        | 7月23日       |
| 第5話  | 大叔被最強隊伍操到死   | 土田霞 | 木宮茂            | 木宮茂            | Kim Yoon jung、Um Ju hyeong                                                                               | 川島尚                   | 7月30日       |
| 第6話  | 拳王錦標賽競技大賽     | 土田霞 | 加藤萌            | 加藤萌            | 高橋和德、佐藤哲也、 吉田肇、陣內美帆、 石井雫、LEE EUN-YOUNG、 LEE SUNG-JIN、林可為（料理）              | 西村理惠 江口麻里        | 8月13日       |
| 第7話  | 大叔，歷屆最快通過預賽 | 土田霞 | 西邑大輔          | 鹿谷拓史          | 長谷川圭、北條裕之、 佐藤哲也、吉田肇、徐晨寅、 梁家園、林子葉、廖菲                                      | 江口麻里 西村理惠        | 8月20日       |
| 第8話  | 內心的天秤             | 土田霞 | 木宮茂            | 又野弘道          | 山崎展義、朴乾河                                                                                          | 川島尚                   | 8月27日       |
| 第9話  | 天生擁有一切的完美天才 | 土田霞 | 西邑大輔          | 君宮茂            | 高橋和德、陣內美帆、北條裕之、 LEE EUN-YOUNG、LEE SUNG-JIN                                                | 川島尚 江口麻里          | 9月3日        |
| 第10話 | 史上最強的拳鬥士       | 土田霞 | ロマのフ比嘉      | 片貝慎            | 長谷川圭、林怡君、工藤慎也、 陣内美帆、北條裕之、 𠮷田肇、KIM JIN-YOUNG、 KIM SUN-TAE、PARK SO-YEON       | 西村理惠 江口麻里        | 9月10日       |
| 第11話 | 對等的互毆             | 土田霞 | 片貝慎、 岩渕旭   | 岩渕旭            | Lim Keun soo、 Youn Hi young、Kwon Oh sik                                                                 | 江口麻里                 | 9月17日       |
| 第12話 | 四分大拇指             | 土田霞 | 名取孝浩、 片貝慎 | 岩渕旭、 鹿谷拓史 | 長谷川圭、陣内美帆、工藤慎也、 高橋和德 北條裕之、林怡君、 𠮷田肇、LEE EUN-YOUNG、 LEE SUNG-JIN、KIM DONG | 江口麻里 川島尚 西村理恵 | 9月24日       |

### BD
| 卷數 | 發行日期      | 收錄話數       | 規格編號    |
| ---- | ------------- | -------------- | ----------- |
| BOX  | 2024年9月25日 | 第1話 - 第12話 | COXC-1364/5 |

## 外部連結
- KAKUYOMU官方網站（日語）
- 漫畫連載網站（日語）
- 電視動畫官方網站（日語）